# Erwin Schymik
Erwin Schymik (* 1. Dezember 1930) ist ein ehemaliger deutscher Fußballspieler. Als Linksaußenstürmer war er in den 1950er und 1960er Jahren für Turbine Erfurt und Motor Jena in der DDR-Oberliga, der höchsten Spielklasse im DDR-Fußball, im Einsatz. Mit Turbine Erfurt wurde er 1955 DDR-Meister.

## Sportliche Laufbahn
Der 23-jährige Schymik wechselte 1954 vom drittklassigen Bezirksligisten Chemie Apolda zum DDR-Meister Turbine Erfurt. Dort kam er am letzten Spieltag der Oberliga-Hinrunde zum ersten Mal zum Einsatz. Bis zum Saisonende wurde er insgesamt in sechs Oberligaspielen als Linksaußenstürmer eingesetzt und erzielte sein erstes Tor in der höchsten Spielklasse. Turbine Erfurt beendete die Saison mit der erfolgreichen Verteidigung des Meistertitels. In der im Herbst 1955 durchgeführten so genannten Übergangsrunde, nach der der DDR-Fußballbetrieb auf den Kalenderjahr-Rhythmus umgestellt wurde, kam Schmymik in 12 der 13 ausgetragenen Spiele zum Einsatz, wiederum als Linksaußen.
Nachdem Schymik in der Fußballsaison 1956 im höherklassigen Fußball nicht in Erscheinung getreten war, stand er 1957 im Aufgebot des Oberliga-Aufsteigers Motor Jena. Am 10. Spieltag bestritt er sein erstes Oberligaspiel für Jena, fehlte danach nur bei einem Punktspiel und kam 1957, weiterhin als Stürmer auf der linken Seite, auf 16 Oberligaeinsätze mit drei Toren. 1958 und 1959 konnte er sich unter Beibehaltung seiner Position mit jeweils 21 Einsätzen bei 26 Punktspielen als Stammspieler etablieren. 1960 musste er verletzungsbedingt mehrfach aussetzen und kam so nur auf 14 Punktspieleinsätze. Er verpasste auch das 1960er DDR-Pokalendspiel, das die Jenaer gegen Empor Rostock nach Verlängerung mit 3:2 gewannen. 1961 kehrte der DDR-Fußball zur Sommer-Frühjahr-Saison zurück. Dazu musste in der Oberliga vom März 1961 bis zum Juni 1962 eine 36 Punktspiele umfassende Saison gespielt werden. Es wurde Schymiks letzte Oberligaspielzeit, in der er nur noch in vier Punktspielen eingesetzt wurde. Damit hatte er sechs Oberligaspielzeiten absolviert, war für Turbine Erfurt sechsmal und für Motor Jena 78-mal in Punktspielen eingesetzt worden. Als ständiger Linksaußenstürmer erzielte er 16 Meisterschaftstore (eins für Erfurt).
Nach seiner Oberligakarriere schloss sich Schymik 1963 dem Bezirksligisten Motor Zeiss Jena an. 1965 wurde er mit Motor Zeiss Bezirksmeister, die Mannschaft scheiterte aber in der Aufstiegsrunde zur DDR-Liga.